# متلازمة أشرمان

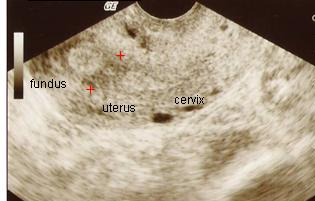
تخطيط الصدى النسائي view.

متلازمة أشرمان أو متلازمة فريتش، هو مرض مكتسب يصيب الرحم، يتميز بالتصاقات داخلية في تجويف الرحم تصل إلى حد التصاق الجدار الأمامى بالخلفى في بعض الحالات، بينما في حالات أخرى تظهر هذه الالتصاقات في أماكن صغيرة متفرقة من الجدار الداخلى للرحم. تتميز التصاقات أو تليف بطانة الرحم في معظم الأحيان بأنها ترتبط مع عملية توسيع وكحت تجويف الرحم. يوجد حالات أخرى ذات صلة بمتلازمة أشرمان ولها نفس الشروط. منها رتق عنق الرحم، صدمة ضمور الرحم، بطانة الرحم المتصلبة، تتأثر عملية الحمل بشكل كبير عند الإصابة بهذه المتلازمة.

## الأسباب والميزات

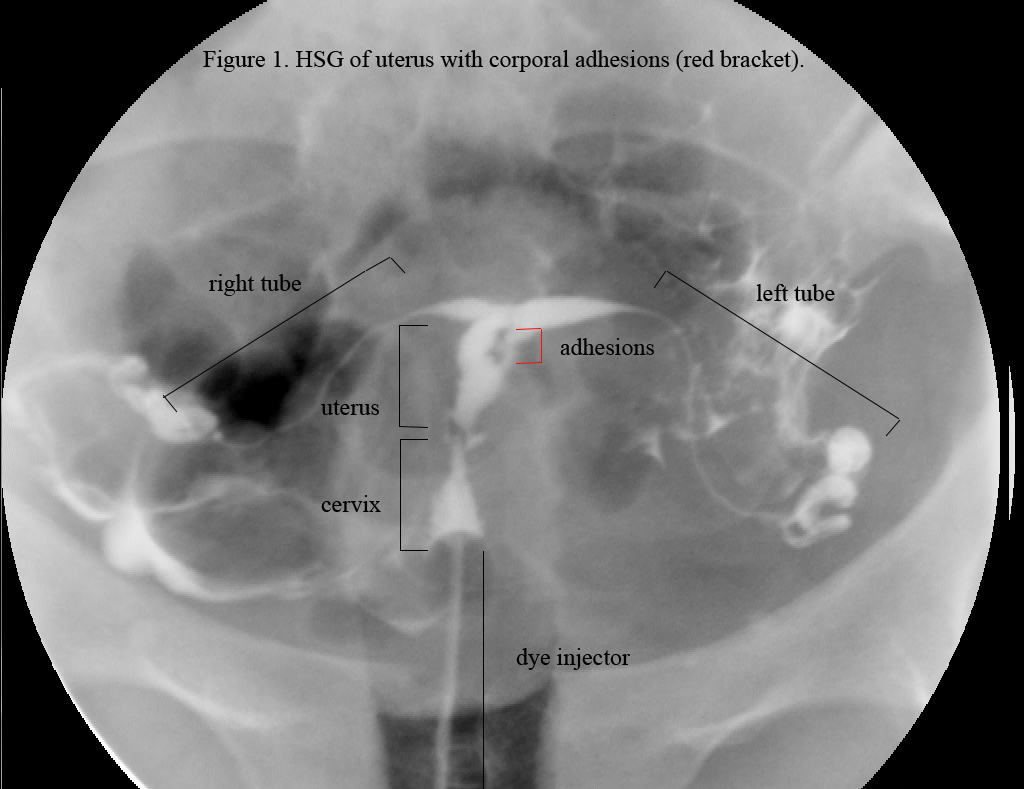
HSG view. Note: not the same uterus as in ultrasound or hysteroscopic view; this uterus appears to be T-shaped.

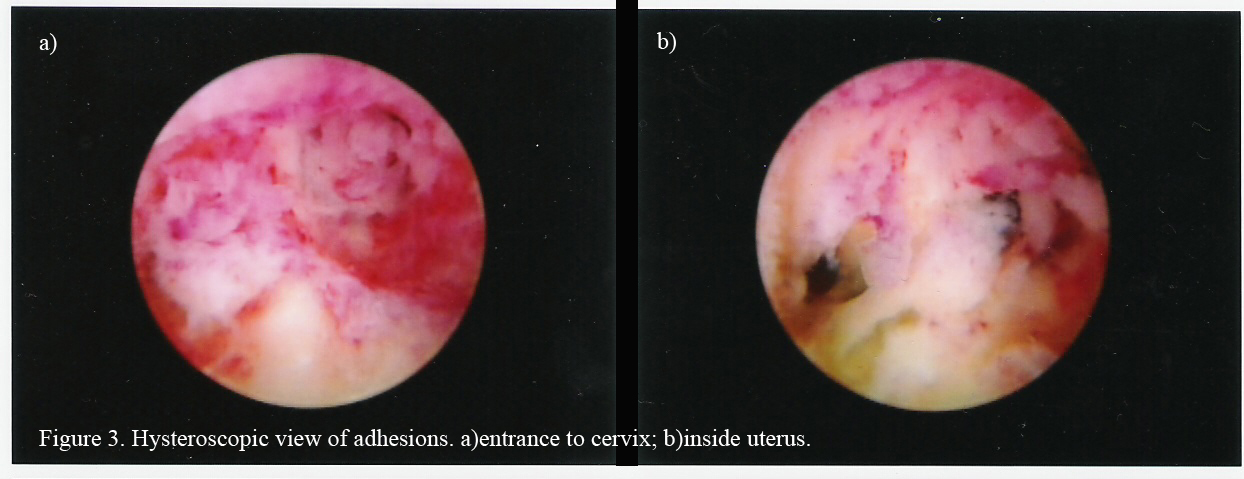
تنظير الرحم view.

جوف الرحم مبطن بالبطانة الرحمية. هذه البطانة مكونة من طبقتين، الطبقة الوظيفية (المجاورة للجوف الرحمي) التي تسقط خلال الحيض والطبقة القاعدية الأساسية (المجاورة للعضلية الرحمية) التي هي ضرورية لإعادة تشكيل الطبقة الوظيفية. الرض على الطبقة القاعدية، والذي يتم عادة بعد عمليات التوسيع والكشط D&C التي تُطبق بعد الإجهاض أو بعد الولادة أو بعد الإجهاض الطبي، يمكن أن تؤدي إلى تطور ندبات داخل الرحم والتي تحدث التصاقات يمكن أن تؤدي إلى غياب جوف الرحم بدرجات مختلفة.في العمق، التجويف كله يمكن تشويهه وسده. حتى مع عدد قليل نسبيا من الندبات، قد تفشل بطانة الرحم في الاستجابة لهرمون الاستروجين. غالباً، تجربة المرضى باضطرابات الحيض الثانوي تتسم بانخفاض في تدفق ومدة النزف (انقطاع الطمث، قلة الطمث، أو ندرة الطموث)  وينتج العقم. شذوذات الطمث -غالباً وليس دائماً- ترتبط مع شدة: التصاقات مقتصرة على عنق الرحم أو الرحم السفلي قد تمنع الحيض. الألم أثناء الحيض أو الإباضة يمكن هو مُختبر وممكن أن يُعزى للانسدادات. وقد ظهر في التقارير أن 88٪ من AS تحدث بعد إجراء عملية D & C على الرحم الحامل حديثاً، بعد الإجهاض، الولادة غائبة أو ناقصة، أو في حالة (الإجهاض) لإزالة المنتجات المحجوزة من الحمل.
إنه يؤثر على النساء من جميع الأجناس والأعراق والأعمار على حد سواء، مما يشير إلى عدم الاستعداد الوراثي الكامن وراء تطوره. اعتمادا على درجة الشدة،AS قد يؤدي إلى العقم، الإجهاض المتكرر، وآلام من الدم المحجوز، ومضاعفات الولادة مستقبلاً  (انظر التطورات أدناه). وهناك أدلة على أنها ان تركت دون علاج، يمكن أن تؤدي إلى عرقلة تدفق الطمث الناجمة عن التصاقات مما يؤدي إلى التهاب بطانة الرحم.
متلازمة أشرمان يمكن أن تنتج من العمليات الجراحية على الحوض بما في ذلك العمليات القيصرية،  إزالة الورم الليفي (استئصال الورم العضلي) ومن الأسباب الأخرى مثل اللولب، تشعيع الحوض والبلهارسيا  والسل التناسلية. التهاب بطانة الرحم المزمن من السل التناسلي هو السبب الأكبر للشكل الشديد من IUA في البلدان النامية، وغالبا ما يؤدي كلياً إلى طمس تجويف الرحم كلياً الذي يصعب علاجه.
وجدت إحدى الدراسات وجود علاقة ذات دلالة إحصائية بين الشذوذ مولر والتصاقات داخل الرحم. ويعزى هذا الارتباط الواضح إلى النساء اللواتي لديهن شذوذات رحمية خلقية كونهن ميالات أكثرللإجهاض، ، وبالتالي وجود معدلات عالية من عمليات التوسيع والتجريف التي يؤديها عامة السكان، الأمر الذي يفسر ارتفاع معدل IUAالملاحظة. ومن الممكن أيضاً أن النساء اللواتي لديهن رحم محوجزة أوعيوب مولر الأخرى يزيد لديهن خطرالحفاظ على تأذي البطانة الرحمية بعد عمليات التوسيع والتجريف العمياء غير الموجهة بسبب البنيوي غير النمطي حينئذ، ولا سيما إذا لم يكن الطبيب الذي يقوم بالعملية الجراحية على علم به.
شكل صناعي من AS يمكن أن يُحدث جراحياً عن طريق نزع البطانة الرحمية في النساء اللواتي لديهن نزيف رحم مفرط، بدلا من استئصال الرحم كلياً.

## الأعراض
تشمل الأعراض التي تصيب المرأة انخفاض عدد فترات الحيض أو انقطاعه، وحالات الإجهاض المتكررة ومشاكل في الخصوبة. وتتدرج الإصابة بالمرض من إصابة بسيطة إلى متوسطة إلى إصابة شديدة تحددها درجة وجود الالتصاقات، ومن الممكن أن تظهر هذه الالتصاقات في صورة سميكة أو رفيعة كما يمكن أن تكون على هيئة بقع متفرقة فقط أو تشمل مساحات عريضة وهى عادةً خالية من الأوعية الدموية مما ييسر علاجها جراحيًا، وقد قام العالمان (دونز) و(نيسول) عام 1994 بتصنيف درجة الإصابة بالمرض كالآتى:
1- التصاقات مركزية:
أ‌- رفيعة (تشمل بطانة الرحم فقط)
ب‌- سميكة (تشمل الطبقة العضلية للرجم أيضا)
2 - التصاقات حافية (حرفية) :
أ- جناحية الشكل
ب- تسد واحدة من قناتى فالوب
3 - التصاقات تسد تجويف الرحم كليا بحيث لا تظهر الصبغة داخل تجويف الرحم عند عمل أشعة
الصبغة على الرحم والأنابيب وهى:
أ - التصاقات تسد عنق الرحم كلية يحيث لا تمر الصبغة إلى تجويف الرحم عند حقنها من خلال عنق الرحم وفي هذه الحالة كون تجويف الرحم نفسه سليم.
ب- التصاقات ممتدة داخل تجويف الرحم نفسه بحيث تلتصق الجدر مع بعضها لاغية تجويف الرحم تماماً

## التشخيص
يشكل تاريخ حدوث الحمل المتبوع بالتمدد والكشط (D & C) الذي يؤدي إلى انقطاع ثانوي للطمث أو قلة الطمث أعراض نموذجية. فالرحم هو المعيار الذهبي لتشخيص هذا المرض. التصوير عن طريق التخطيط الصوتي للرحم أو تصوير الرحم و البوق يكشف عن مدى تشكل الندبة. بينما لا يمكن الاعتماد على الأمواج فوق الصوتية لتشخيص متلازمة آشرمان. تظهر دراسات هرمون مستويات طبيعية متناسقة مع وظيفة الإنجاب.

## تصنيف
تم تطوير نظم التصنيف المختلفة لوصف متلازمة آشرمان، مع الأخذ في الاعتبار الكمية المتبقية من بطانة الرحم العاملة، ونمط الطمث وتاريخ الولادة وغيرها من العوامل التي يعتقد أنها تلعب دورا في تحديد التوقعات. ومع ظهور التقنيات التي تسمح بتصوير الرحم، أصبحت أنظمة التصنيف تأخذ في الاعتبار الموقع وشدة الالتصاقات داخل الرحم. وهذا مفيد للحالات الخفيفة مع التصاقات مقصورة على عنق الرحم والتي قد تظهر بشكل انقطاع الطمث والعقم، ولكن تبين أن الأعراض وحدها لا تعكس بالضرورة الخطورة. فبعض المرضى لم يحدث لديهن التصاقات لكن لوحظ انقطاع الطمث والعقم وذلك بسبب وجود بطانة رحم ضامرة متصلبة. ولوحظ أن النموذج الأخير لديه أسوأ تكهن للمرض.

## العلاج
تقوم مراحل العلاج كالتالي:
- تقييم سماكة بطانة الرحم قبل العلاج.

- جراحة تجويف الرحم بالمنظار والليزر واستئصال الالتصاقات.

- مراقبة فك الالتصاقات بالمنظار.

- الوقاية من ظهور التصاقات جديدة والتَنَدُّب بواسطة بالون داخل الرحم وتركيب اللولب.

- تعزيز انتشار بطانة الرحم مع العلاج الهرموني والموسعات.

- المراقبة التدريجية بواسطة التصوير بالموجات فوق الصوتية.

- بفك الالتصاقات ووضع لولب داخل الرحم وأعطائها إستروجين لتنمية البطانة.